# 聞法寺 (越前市)
聞法寺（もんぽうじ）は、福井県越前市家久町にある日蓮宗の寺院。山号は光栄山。旧本山は京都妙顕寺(四条門流)、奠師法縁(奠統会)。駐車場が福井県の避難所に指定されている。

## 歴史
乾元元年（1302年）真言宗の華蔵院和尚（のちの日高）が日像菩薩の教化により日蓮宗へ改宗、日像の開山で開創された。近年では平成17年（2005年）庫裡が坂井市の日の丸工務店の施工によって再建された。

## 人物
- 清水龍山 立正大学の学長を務めた。

## 参考資料
- 日蓮宗寺院大鑑編集委員会『宗祖第七百遠忌記念出版 日蓮宗寺院大鑑』大本山池上本門寺 (1981年) P.673参照